# Silkwood
Silkwood is een Amerikaanse thriller uit 1983 onder regie van Mike Nichols.
De film is gebaseerd op het waargebeurde verhaal van Karen Silkwood die omkwam tijdens een mysterieus auto-ongeluk terwijl ze onderzoek deed naar de vermoedelijke misstanden in de Kerr McGee plutoniumfabriek in Crescent, Oklahoma waar ze werkzaam was.

## Verhaal
Karen Silkwood werkt als scheikundige in een plutoniumfabriek in Oklahoma. In het bedrijf gebeuren aldoor ongelukken met radioactieve stoffen. De directie bagatelliseert het gevaar voor de volksgezondheid. Silkwood besluit dan maar zelf de wantoestanden in de fabriek aan de kaak te stellen.

## Rolverdeling
| Acteur             | Personage      |
| ------------------ | -------------- |
| Meryl Streep       | Karen Silkwood |
| Kurt Russell       | Drew Stephens  |
| Cher               | Dolly Pelliker |
| Craig T. Nelson    | Winston        |
| Fred Ward          | Morgan         |
| Ron Silver         | Paul Stone     |
| Charles Hallahan   | Earl Leapin    |
| Josef Sommer       | Max Richter    |
| Sudie Bond         | Thelma Rice    |
| Henderson Forsythe | Quincy Bissell |
| E. Katherine Kerr  | Gilda Schultz  |
| Bruce McGill       | Mace Hurley    |
| David Strathairn   | Wesley         |